# Campeonato de Fórmula Regional das Américas
O Campeonato de Fórmula Regional das Américas powered by Honda é uma categoria de corridas de Fórmula Regional certificada pela Federação Internacional de Automobilismo (FIA) que compete nos Estados Unidos, com planos no futuro de correr no Canadá e no México. O campeonato é sancionado pela SCCA Pro Racing, a divisão de corrida profissional de Sports Car Club of America, em conjunto com o Comitê de Competição Automobilística dos Estados Unidos, o representante dos Estados Unidos na FIA. A partir de 2020 o campeão passou a ganhar uma bolsa para competir na Indy NXT. A categoria era anteriormente conhecida como Campeonato de F3 das Américas powered by Honda até 2020, juntando-se a outras várias categorias Formula Regional em todo o mundo.